# Hase (Bijeljina)
Pour les articles homonymes, voir Hase.
Hase (en serbe cyrillique : Хасе) est un village de Bosnie-Herzégovine. Il est situé sur le territoire de la ville de Bijeljina et dans la république serbe de Bosnie. Selon les premiers résultats du recensement bosnien de 2013, il compte 1 036 habitants.

## Géographie
Le village est situé au sud-ouest de Bijeljina, au bord de la rivière Dašnica, un affluent droit de la Save.

## Démographie

### Évolution historique de la population dans la localité
| 1948 | 1953 | 1961 | 1971 | 1981 | 1991 | 2013  |
| ---- | ---- | ---- | ---- | ---- | ---- | ----- |
| 246  | 242  | 304  | 387  | 346  | 341  | 1 036 |

|  |